# Lokolama
Lokolama est une localité de République démocratique du Congo située à 55 km de Mbandaka. 

## Géographie
La plus grande tourbière du monde est située à proximité.
Le cours d'eau Lokoro coule à proximité.